# TOTEM
TOTEM (Total Cross Section, Elastic Scattering and Diffraction Dissociation, «Secció eficaç total, dispersió elàstica i dissociació per difracció») és un dels set detector de partícules de l'accelerador LHC al laboratori internacional del CERN a Ginebra. El seu objectiu és mesurar les seccions eficaces total, elàstica i difractives en col·lisions protó-protó a energies de fins a 14 TeV en el centre de massa. El detector comparteix el punt d'interacció (IP5) de l'experiment CMS i disposa de detectors de protons ('Pots Romans') al túnel de l'LHC a 147 i 220 metres (en ambdues direccions) d'IP5.